# Kinross House

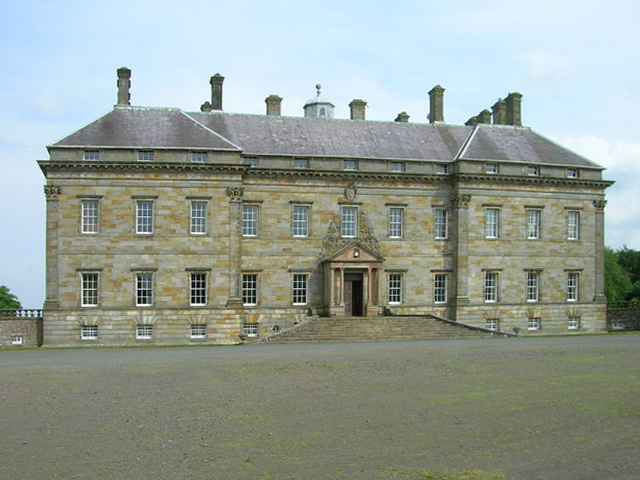
Vorderfront zur Stadt hin

Kinross House ist ein in den 1680er Jahren erbautes Herrenhaus in der schottischen Stadt Kinross am Ufer des Loch Levens in der schottischen Council Area Perth and Kinross beziehungsweise der traditionellen Grafschaft Kinross-shire im Osten der Central Lowlands. Es liegt direkt gegenüber dem auf castle island liegenden Loch Leven Castle, in dem 1567/68 die schottische Königin Maria Stuart gefangengesetzt war, bis ihr spektakulär die Flucht gelang. Kinross House gilt als erstes und bedeutendstes frühes Beispiel neoklassizistisch-palladianischer Baukunst in Schottland.

## Geschichte

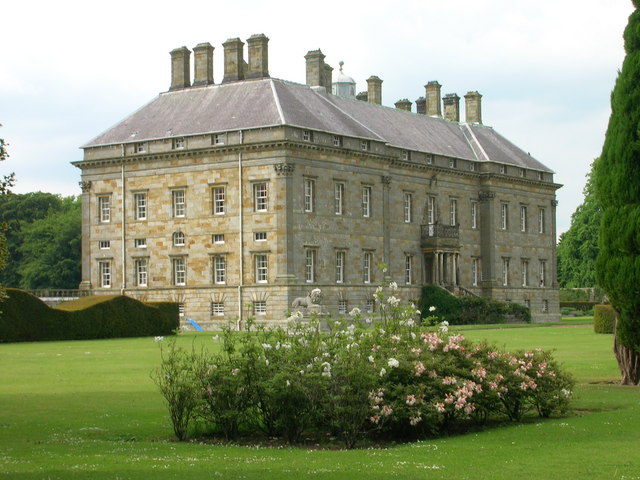
Rückfront zu Garten und See

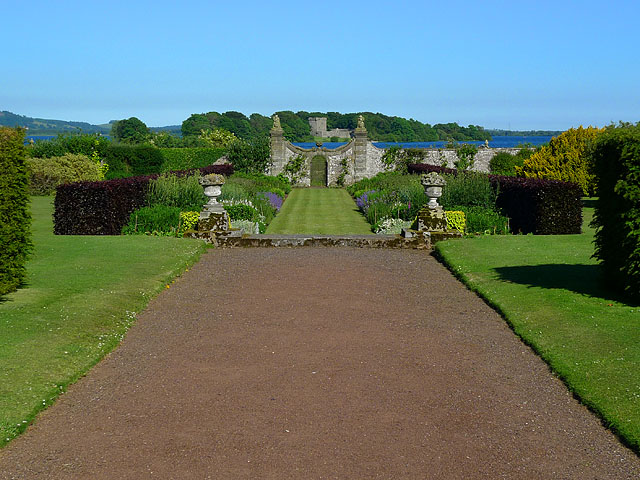
Sichtachse zu Loch Leven Castle

Im Jahre 1675 erwarb der „Gentleman-Architekt“ Sir William Bruce Land und Herrschaft um Kinross herum von William Douglas, 9. Earl of Morton. Zu dem Anwesen gehörte neben Loch Leven Castle auch das bisherige, von William Douglas, 6. Earl of Morton an fast derselben Stelle errichtete Gutshaus Newhouse of Lochleven, das schließlich 1723 abgerissen wurde. Erst zehn Jahre nach dem Kauf konnte Bruce sich ganz gentlemanlike, aber nicht gänzlich freiwillig, seinem persönlichen Hauptwerk widmen, als Karl II., in dessen Diensten er stand, 1685 starb. Auch als Bruce infolge der Glorious Revolution 1688/89 bis zu seinem Lebensende wiederholt als Jakobit inhaftiert wurde, setzte er die Arbeit an Kinross House fort. Die Angaben über die genaue Bauzeit von Kinross House schwanken etwas. Gemäß dem Eintrag bei Historic Scotland wurde es in den Jahren 1684–1695 errichtet, wohingegen der Garten bereits ab 1679 oder 1683 begonnen und bis 1700 fertiggestellt wurde. Beides unter der Leitung und nach Plänen des neuen Gutsherrn Sir William, der Haus und Garten von Anbeginn als Einheit konzipierte.
In den 300 Jahren seitdem Sir William 1710 hochbetagt starb, unterlag sein Anwesen als prächtiges Gesamtkunstwerk einem steten Wechsel von Verfall und originalgetreuer Wiederherstellung, je nach Liebe und Vermögen des jeweiligen Eigners. Im Jahre 1777 erwarb der reiche Kaufmann George Graham den Besitz von Bruces Nachfahren. Als 1819 dessen Sohn Thomas Graham starb, wurde das gesamte Inventar verkauft. Das Anwesen, das auf James Montgomery, den Ehemann von Thomas’ jüngster Tochter, übergegangen war, blieb für die nächsten 80 Jahre unbewohnt. Erst als Sir Basil Montgomery 1902 dort seinen Wohnsitz nahm, erblühten Haus und Garten wieder in voller Pracht. Nach fast 200 Jahren im Eigentum der Montgomerys kaufte 2011 der englische Geschäftsmann Donald Fothergill Kinross House als Familienwohnsitz und ließ eine umfassende Restaurierung durchführen, die 2013 mit dem Restoration Award der Historic Houses Association ausgezeichnet wurde.

## Garten
Das gesamte gestaltete Areal erstreckt sich über eine Fläche von 177 Hektar, von denen der Landschaftsgarten inklusive der eher bewaldeten Bereiche den Großteil einnimmt. Beeinflusst war Bruces (Landschafts-)Architektur und Gartenkunst von Aufenthalten in den Niederlanden und Frankreich. Mit der Einfügung zeitgenössischer kontinentaler, vor allem französischer Stilelemente in seine Landschaftsgestaltung leistete er am Kinross House auch in diesem Metier Pionierarbeit in Britannien. Besonders eindrucksvoll herausgearbeitet hat er dabei die von der Allee zur Stadt durch die Haupttüren des Hauses über Terrassen geleitet den ganzen Garten hindurch bis zum Ufer des Loch Leven reichende und im Loch Leven Castle als Point de vue (‚Blickpunkt‘) endende Sichtachse.

## Bedeutung
Das Gebäude ist seit 1971 in der Kategorie A der schottischen Denkmalsklassifikation gelistet und damit als national oder international bedeutsames Baudenkmal eingestuft. Seit 1987 ist auch der Garten bei Historic Scotland aufgenommen. Er gilt als einer der schönsten Schottlands.
In seinen Reisebeschreibungen The whole island of Great Britain führte Daniel Defoe 1726 aus, es gäbe in Schottland, ja vielleicht ganz Britannien, kein schöneres und formvollendeteres Exempel der Architektur eines privaten Herrenhauses (private gentleman’s seat) als Kinross House.